# いすゞ・MU-X
MU-X（ミューエックス）は、いすゞ自動車がタイで製造する7人乗りSUV（PPV）である。

## 概要
いすゞ・D-MAXの派生車であるPPV（Pickup-based Passenger vehicle）として開発され、ラダーフレームシャーシを採用している。世界60か国以上、ASEAN地域やオーストラリアなどで販売されている。

## 初代 RF型 (2013年 - 2020年)
2013年11月1日、MU-7の後継車種として発表。ピックアップトラックのいすゞ・D-MAXおよびシボレー・コロラドと同様にゼネラルモーターズ（GM）との共同開発車種であり、GMのシボレー・トレイルブレイザーはボディシェルを共有する姉妹車となる。
エンジンは仕向地によって異なるが、4JJ1-TC 直4 3.0L ターボディーゼルと4JK1-TC 直4 2.5L ターボディーゼルが設定される。

### 沿革
- 2013年11月1日、タイで発表。
- 2014年9月9日、フィリピンで発売開始。[3]。
- 2014年10月1日 2014年度グッドデザイン賞受賞。[4]
- 2014年11月3日、タイで発売開始から1年で2万台を販売したことが発表された。[5]。
- 2017年3月4日、タイでマイナーチェンジ発表。

## 2代目 RJ型 (2020年 - )
2020年10月28日、2代目発表。先代およびD-MAXの性能を引き継ぎつつも、室内空間の向上に加え、電動パーキングブレーキ、電動リフトゲート等の新装置を採用した。また、樹脂リフトゲートの採用や高張力鋼板の採用拡大、ボディ後半部における剛性向上など、車体性能の向上を果たしている。

### 沿革
- 2020年10月28日、2代目 mu-X 発表。タイで11月9日より発売開始[1]。
- 2021年9月27日、ANCAPの衝突安全テストにおいても、最高位の5つ星を獲得した。[6]。
- 2022年10月4日、タイで2023年モデルを発表。
- 2022年10月21日、オーストラリアで2023年モデルを発表[7]。
- 2023年1月26日、特別仕様車「ファントムコレクション」を発表。
- 2024年6月12日、タイでマイナーチェンジ発表。新たなグレード「RS」を追加。6月18日より発売開始。